# Лонгвіль (Міннесота)
Лонгвіль (англ. Longville) — місто (англ. city) в США, в окрузі Кесс штату Міннесота. Населення — 153 особи (2020).

## Географія
Лонгвіль розташований за координатами 46°59′15″ пн. ш. 94°12′43″ зх. д. / 46.98750° пн. ш. 94.21194° зх. д. (46.987368, -94.211983).  За даними Бюро перепису населення США в 2010 році місто мало площу 2,22 км², з яких 2,17 км² — суходіл та 0,05 км² — водойми.

## Демографія
Згідно з переписом 2010 року, у місті мешкало 156 осіб у 92 домогосподарствах у складі 41 родини. Густота населення становила 70 осіб/км².  Було 164 помешкання (74/км²).
Расовий склад населення:
| - 100,0 % — білих |

До двох чи більше рас належало 0,0 %. Частка іспаномовних становила 0,0 % від усіх жителів.
За віковим діапазоном населення розподілялося таким чином: 11,5 % — особи молодші 18 років, 39,8 % — особи у віці 18—64 років, 48,7 % — особи у віці 65 років та старші. Медіана віку мешканця становила 63,8 року. На 100 осіб жіночої статі у місті припадало 77,3 чоловіків;  на 100 жінок у віці від 18 років та старших — 72,5 чоловіків також старших 18 років.
Середній дохід на одне домашнє господарство  становив 41 546 доларів США (медіана — 22 917), а середній дохід на одну сім'ю — 72 658 доларів (медіана — 51 250). За межею бідності перебувало 17,4 % осіб, у тому числі 0,0 % дітей у віці до 18 років та 18,4 % осіб у віці 65 років та старших.
Цивільне працевлаштоване населення становило 26 осіб. Основні галузі зайнятості: роздрібна торгівля — 23,1 %, освіта, охорона здоров'я та соціальна допомога — 19,2 %, науковці, спеціалісти, менеджери — 11,5 %, мистецтво, розваги та відпочинок — 11,5 %.